# 沃里克·戴維斯
沃里克·阿什利·戴維斯（英語：Warwick Ashley Davis，1970年2月3日—），是一名英國演員和電視節目主持人。知名作品包括在1983年至2019年，佐治·魯卡斯創作的《星際大戰系列電影》（出演或聲演多個角色）與後續衍伸作品《小奇兵》、《魔星傳奇》中飾演「威奇特」及在2001年至2011年，改編自J·K·羅琳創作的系列小說的《哈利波特系列電影》中飾演「菲力·孚立維教授」和聲演妖精「拉環」。其他作品包括2003年在《鬼精靈系列電影》中飾演「鬼精靈」，2011年，他在喜劇《人生苦短》中演自己。2014年至2015年之間，他還在電視節目《ITV遊戲節目名人廣場》上客串演出。2016年，他在電視節目《站得住腳》上客串演出。2010年4月，戴維斯出版了他的自傳《大小不重要：瓦威克·戴維斯的非凡生活和演藝經歷》（Size Matters Not: The Extraordinary Life and Career of Warwick Davis），導演佐治·魯卡斯為這本書作了一段前言。2025年，戴維斯榮獲英國電影學院獎終身成就獎。

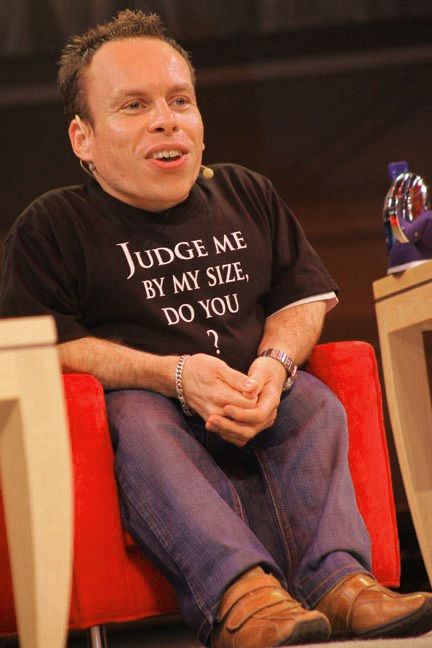
戴維斯在2007年

## 早年生活
1970年2月3日，戴維斯出生於英國薩里埃普瑟姆，有一個妹妹，父親是一位保險工人。戴維斯在薩里郡塔德沃斯的奇姆赫斯特學校就讀，後來又在倫敦市弗里曼學校就讀。

## 演員生涯

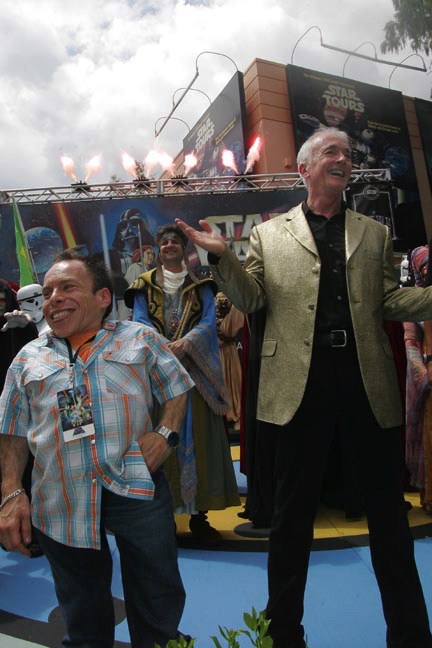
2007年戴維斯與飾演星際大戰角色C-3PO的演員安東尼·丹尼爾斯合影於好萊塢

瓦威克·戴維斯於1981年由導演泰瑞·吉連執導的幻想電影《時光大盜》出道，後續主演《星際大戰六部曲：絕地大反攻》而正式踏入好萊塢，在劇中他飾演的角色是威奇特，首部擔綱主角作品為1988年電影《風雲際會》（原名：Willow），他飾演「威洛·特里(Willow Ufgood)」一角。2022年迪士尼發行了該片的同名續作電視劇《新風雲際會》，他於劇中再度飾演「威洛·特里」。

## 作品列表

### 電影
| 年份   | 標題                                                         | 角色                                   |
| ------ | ------------------------------------------------------------ | -------------------------------------- |
| 1981年 | 《時光大盜》                                                 | 客串                                   |
| 1983年 | 《星際大戰六部曲：絕地大反攻》                               | 威奇特                                 |
| 1984年 | 《小奇兵》                                                   | 威奇特                                 |
| 1985年 | 《魔星傳奇》                                                 | 威奇特                                 |
| 1986年 | 《魔幻迷宮》                                                 | 地精                                   |
| 1986年 | 《白雪公主與七矮人》（The Princess and the Dwarf）           | 矮人                                   |
| 1988年 | 《風雲際會》                                                 | 威洛·特里（Willow Ufgood）             |
| 1993年 | 《鬼精靈》                                                   | 鬼精靈                                 |
| 1994年 | 《鬼精靈2》                                                  | 鬼精靈                                 |
| 1995年 | 《鬼精靈3》                                                  | 鬼精靈                                 |
| 1997年 | 《鬼精靈4：在太空》                                          | 鬼精靈                                 |
| 1997年 | 《英勇王子》                                                 | 佩切特                                 |
| 1998年 | 《非常倒霉的妖精》                                           | 幸運妖精                               |
| 1999年 | 《星際大戰首部曲：威脅潛伏》                                 | 沃爾德、韋澤爾、尤達，塔圖因的街頭小販 |
| 1999年 | 《皮諾丘歷險記》                                             | 矮人、會說話的蟋蟀佩                   |
| 1999年 | 《彩虹小白馬》                                               | 辛運人                                 |
| 2000年 | 《鬼精靈5》                                                  | 鬼精靈                                 |
| 2001年 | 《哈利波特：神秘的魔法石 (電影)》                            | 菲力·孚立維教授                        |
| 2001年 | 《白雪公主：最美麗的女人》                                   | 薩迪                                   |
| 2002年 | 《哈利波特：消失的密室 (電影)》                              | 菲力·孚立維教授                        |
| 2002年 | 《卡邦的男孩》                                               | 利奧                                   |
| 2003年 | 《鬼精靈：背部2頭罩》                                        | 鬼精靈                                 |
| 2004年 | 《深膚色》                                                   | 盤子                                   |
| 2004年 | 《哈利波特：阿茲卡班的逃犯 (電影)》                          | 菲力·孚立維教授                        |
| 2005年 | 《星際大奇航》                                               | 馬文                                   |
| 2005年 | 《哈利波特：火盃的考驗 (電影)》                              | 菲力·孚立維教授                        |
| 2007年 | 《奪魂鎮》（Small Town Folk）                                | 納克曼                                 |
| 2007年 | 《哈利波特：鳳凰會的密令 (電影)》                            | 菲力·孚立維教授                        |
| 2008年 | 《少年魔法師梅林》                                           | 格雷蒂爾                               |
| 2008年 | 《納尼亞傳奇：賈思潘王子》                                   | 尼卡·布里克                            |
| 2008年 | 《特工一半》（Agent One-Half）                               | Agent One-Half                         |
| 2009年 | 《哈利波特：混血王子的背叛 (電影)》                          | 菲力·孚立維教授                        |
| 2009年 | 《明年告訴他》（Tell Him Next Year）                         | 聖誕老人的精靈                         |
| 2010年 | 《哈利波特：死神的聖物 (電影)》                              | 拉環、菲力·孚立維教授                  |
| 2010年 | 《矮個子》（ShortFellas）                                    | 主演矮個子                             |
| 2011年 | 《哈利波特：死神的聖物Ⅱ》                                    | 拉環、菲力·孚立維教授                  |
| 2012年 | 《欽加里》（Chingari）                                       | 黑幫老大                               |
| 2013年 | 《傑克：巨人戰紀》                                           | 老火腿                                 |
| 2013年 | 《灰燼與尋寶遊戲》                                           | 戴維斯（揭開面具的銀色骷髏）           |
| 2013年 | 《聖伯納德》（Saint Bernard）                                | 奧賽羅                                 |
| 2014年 | 《抓住聖誕老人》                                             | 沙力                                   |
| 2015年 | 《STAR WARS：原力覺醒》                                      | 伍利范、沃利文                         |
| 2016年 | 《星際大戰外傳：俠盜一號》                                   | Weeteef Cyu-Bee                        |
| 2017年 | 《STAR WARS：最後的絕地武士》                                | Wodibin、Thamm（配音）、Kedpin Shoklop |
| 2017年 | 《星際大戰：反抗軍起義》                                     | Rukh (配音)                            |
| 2017年 | 《哈利波特：一段魔法史》                                     | 拉環                                   |
| 2017年 | 《英航航空公司飛行安全影片》（British Airways Safety Video） | 戴維斯                                 |
| 2018年 | 《星際大戰外傳：韓索羅》                                     | Weazel, DD-BD, W1-EG5, WG-22           |
| 2019年 | 《黑魔女2》                                                  | 諂媚者                                 |
| 2019年 | 《糟糕歷史大電影：臭屁的羅馬人》                             | 角鬥士教練                             |
| 2019年 | 《STAR WARS：天行者的崛起》                                  | 威奇特，Wizzich Mozzer                 |

### 電視節目
| 年份         | 標題                                                                                          | 角色                                                                                     |
| ------------ | --------------------------------------------------------------------------------------------- | ---------------------------------------------------------------------------------------- |
| 1989年       | 《納尼亞傳奇：賈思潘王子和黎明行者號（1989 BBC版）》                                          | 老脾氣                                                                                   |
| 1990年       | 《納尼亞傳奇：銀椅（1990 BBC版）》                                                            | 貓頭鷹                                                                                   |
| 1991年       | 《佐羅》                                                                                      | 唐·阿爾夫·奧索                                                                           |
| 1996年       | 《格列佛遊記》                                                                                | 格里爾·德里格                                                                            |
| 1997年       | 《快速表演》                                                                                  | 矮人                                                                                     |
| 2000年       | 《魔幻王朝》                                                                                  | 矮人橡子                                                                                 |
| 2005年       | 《臨時演員》                                                                                  | 戴維斯                                                                                   |
| 2009年       | 《凱特·加拉維的生活故事》                                                                     | 飾演自己戴維斯客串系列13第13集的《皮爾斯·摩根的生活故事》（Piers Morgan's Life Stories） |
| 2009年       | 《校園特務》                                                                                  | 佩爾·托爾伯格                                                                            |
| 2010年       | 《少年魔法師梅林》                                                                            | 格雷蒂爾                                                                                 |
| 2011年       | 《迪克和多姆的有趣事》                                                                        | 戴維斯                                                                                   |
| 2012年       | 《阿卡出國去》（2010年開播）                                                                  | 戴維斯                                                                                   |
| 2012－2013年 | 《人生苦短》                                                                                  | 戴維斯                                                                                   |
| 2013年       | 《神秘博士之日》                                                                              | Porrige/Ludens Nimrod Kendrick Cord Longstaff XLI                                        |
| 2013年       | 《書卡布》（2009年播出）                                                                      | 客串劇集《Dustbin Dad》                                                                  |
| 2013年       | 《人生苦短特輯》（Life's Too Short Special）                                                  | 戴維斯                                                                                   |
| 2013年       | 《矮人集合》（Dwarves Assemble）                                                              | 烏夫古德·奧伯倫                                                                          |
| 2013年       | 《瓦威克·戴維斯：奧斯維辛集中營的七個小矮人》（Warwick Davis: The Seven Dwarfs of Auschwitz） | 擔任節目主持人並飾演自己戴維斯                                                           |
| 2014年       | 《流行語》                                                                                    | 客串第一集參賽者                                                                         |
| 2014年       | 《與瓦威克・戴維斯一起度過週末》                                                              | 戴維斯（2集）                                                                            |
| 2014年       | 《文本聖誕》                                                                                  | 矮個子的聖誕老人                                                                         |
| 2014～2015年 | 《ITV遊戲節目名人廣場》                                                                       | 客串（2集）                                                                              |
| 2015年       | 《第一秀》                                                                                    | 替身嘉賓主持人                                                                           |
| 2015年       | 《凱瑟琳·塔特飾演的南》                                                                       | 格雷厄姆·法尼                                                                            |
| 2015年       | 《戰鬥王國》（Realms of Fightinge）                                                           | 特烏提                                                                                   |
| 2015–2016年  | 《星球有天賦》（Planet's Got Talent）                                                         | 敘述者（2集）                                                                            |
| 2016年       | 《億萬富翁男孩》                                                                              | 戴維斯                                                                                   |
| 2016年       | 《垃圾傾倒場》                                                                                | Lou（2集）                                                                               |
| 2016年       | 《整個宇宙》（The Entire Universe）                                                           | The Big Bang                                                                             |
| 2016年       | 《神奇野獸和J·K·羅琳的巫師世界》（Fantastic Beasts and JK Rowling's Wizarding World）         | 節目主持人                                                                               |
| 2016年       | 《幻術大師》                                                                                  | 溫德爾·威爾基牧師                                                                        |
| 2016年       | 《站得住腳》                                                                                  | 客串並與莎莉·林德西主持                                                                  |
| 2017年       | 《喜劇救濟》                                                                                  | 聯合主持人                                                                               |
| 2017年       | 《你以為你是誰？》                                                                            | 戴維斯（1集）                                                                            |
| 2017–2018年  | 《星際大戰：反抗軍起義》                                                                      | 魯克（6集的配音）                                                                        |
| 2019年       | 《穆明谷》                                                                                    | 史尼夫（26集的配音）                                                                     |
| 2020年       | 《維亞童話故事》                                                                              | 名字古怪的小矮人兒（1集的配音，於第5集，充當主演）                                       |
| 2021年       | 《莫利》                                                                                      | 莫利                                                                                     |
| 2022年       | 《新風雲際會》                                                                                | 威洛·特里（Willow Ufgood）                                                               |
| 2024年       | 《星際大戰：帝國傳奇》                                                                        | 魯克（1集配音）                                                                          |
| 2024年       | 《哈利波特：烘焙奇才》（Harry Potter: Wizards of Baking）                                     | 客席評審（2集）                                                                          |
| TBA          | 《瓦萊莉亞3D電影》（Valeria 3D Movie）                                                        | 萊昂納多                                                                                 |

## 書籍
- 《大小不重要：瓦威克·戴維斯的非凡生活和演藝經歷》（Size Matters Not: The Extraordinary Life and Career of Warwick Davis），出版日2010年10月1日，Audiogo出版。

## 個人生活
1991年，戴維斯與同事彼得·伯魯斯的第二個女兒薩曼莎·伯魯斯（Samantha Burroughs）結婚，她的身份是女演員，而後育有兩個兒子一個女兒，彼得·伯魯斯有兩個女兒，第一個女兒是女演員海莉·伯魯斯（Hayley Burroughs）。薩曼莎亦患有侏儒症，也因此第一個兒子在出生時九天就夭折了，第二個兒子在懷孕19週時流產，只剩一個兒子哈里森·戴維斯（Harrison Davis）和一個女兒安娜貝爾·戴維斯，身份也都是男演員和女演員，戴維斯和其家人還有他們的兒子和女兒都因遺傳而患有侏儒症。
戴維斯後來在2012年與妻子薩曼莎成立了慈善機構英國小人物慈善組織（Little People UK），該組織旨在為侏儒症患者及其家人提供支持。
妻子薩曼莎於2024年3月24日因病去世，享年53歲。之後戴維斯悲痛證實，並在4月18日表示：「家庭留下巨大的缺口」。